# 亞洲電視控股
亞洲電視控股有限公司，（英語：Asia Television Holdings Limited，港交所：0707），前稱協盛協豐控股有限公司（Co-Prosperity Holdings Limited），簡稱亞洲電視控股，在1993年，由香港Lee Hing Trading（H.K.）Co.，於中國福建省石獅市成立「協盛（石獅市）染織實業有限公司」，集團於2018年4月20日改名亞洲電視控股有限公司。2022年亞洲電視數碼媒體清盤，亞洲電視控股發聲明重申「亞洲電視有限公司」仍然存在，並強調「亞洲心動娛樂」等子公司都會繼續為大家提供不同類型的節目及內容。

## 简介
施少雄在2003年成立「福建協盛協豐印染有限公司」，而主要業務在中國內地經營专业研发印染深加工、成品布料加工、印花及銷售，以及布料及成衣貿易。現時大股東為鴻鵠資本，股份則在2006年3月30日於港交所主板上市，招股價為1.16港元，發行新股為2億股，集資額為2.32億港元。
2015年3月17日，該公司以39,420,000人民幣元出售拓浩集團有限公司，買家為Jianyi Limited，而在股東大會通過。同年10月9日，施少雄和當時行政總裁陳志遠退任，而鄧漢戈和當時亞洲電視有限公司執行董事葉家寶，則分別擔任主席和行政總裁，根據資料鄧漢戈為當時國華集團控股有限公司執行董事。
12月14日，該公司配售最多合共400,000,000股新配售股份，配售價為不低於每股配售股份0.30港元，而承銷商包括海通國際、中國光大證券、金利豐證券等，主要作投資媒體行業。其後在2016年2月初，調高至600,000,000股。12月15日，該公司與北京華誼兄弟文化發展有限公司及北京華誼兄弟音樂有限公司訂立諒解備忘錄。
2016年3月9日，於股東大會通過以3億港元貸款予中國文化傳媒國際控股有限公司（司榮彬私人企業）；但3月10日，葉家寶出席陳復生節目《世說論語》第二輯記招時，強調並非貸款給亞洲電視，因此不便評論。
2016年3月24日，葉家寶出席位於佐敦一家酒樓與一眾麗的、亞視舊員工聚餐時，表示正打算發展影視製作。
4月3日，葉家寶出席白石角擔任慈善跑嘉賓時表示，會有機會設立經理人公司及製作，屆時當時亞洲電視藝員會是其中首選。
5月20日，葉家寶出任旗下豐藝國際文化投資有限公司之行政總裁。
7月29日，協盛協豐公布前亞洲電視投資者、山東中金集團董事長司榮彬未如期支付首筆941.4萬港元貸款利息，已構成違約。由於司榮彬以抵押旗下中國文化傳媒國際（即後來的“星鉑企業有限公司”）全部股份進行貸款，因此協盛協豐已取代司榮彬處理有關收購亞視的若干股權及債務事宜。同時協盛協豐亦表示，會繼續挽救亞視，包括收購其債務及控股權，以及在適當時進行計劃安排。在執行上述計劃後，將會進一步評估亞視的業務。
9月23日，該公司以收購亞洲電視有限公司之銷售股份及主要債務，總代價為以5億港元（銷售股份代價10,000,000港元及主要債務代價490,000,000港元），佔發行股份689,934,950股，已發行股本約52.42%，其賣方支付280,000,000港元。
2017年2月7日，該公司前執行董事葉家寶退任旗下豐藝國際文化投資有限公司之行政總裁。
2018年2月14日，協盛協豐提出更改公司名稱為「亞洲電視控股有限公司」。此建議於3月16日獲股東大會通過，開曼群島公司註冊處處長於同日發出更改公司名稱註冊證明書。香港公司註冊處處長於4月11日發出註冊非香港公司變更名稱註冊證明書，以確認新名稱已於香港註冊。4月20日，公司在香港交易所的股份簡稱由「協盛協豐」更改為「亞洲電視控股」。
2022年9月7日，高等法院日就亞洲電視數碼媒體有限公司清盤發出清盤令，亞洲電視控股發聲明重申該公司只是集團其中一家營運的子公司，「亞洲電視有限公司」仍然存在，並強調「亞洲心動娛樂」等子公司都會繼續為大家提供不同類型的節目及內容。
2023年2月3日，亞洲電視控股公佈資深電影人﹑原名為徐耀明的徐小明，出任亞洲電視有限公司之行政總裁。

## 外部連結
- 亞洲電視控股有限公司 （页面存档备份，存于）